# Kashmirnötväcka
Kashmirnötväcka (Sitta cashmirensis) är en asiatisk bergslevande fågel i familjen nötväckor inom ordningen tättingar.

## Utseende och läten
Kashmirnötväckan är en medelstor (14 cm), typisk nötväcka med blågrå ovansida och svart ansiktsmask. Undersidan är enhetligt rostbeige, inklusive undre stjärttäckare. Örontäckare och haka bildar en tydlig silvergrå kindfläck, tydligast hos hanen. På stjärten syns vita fläckar på yttre stjärtpennorna. Sången är en gnisslig vissling: "pee-pee-pee-pee(-pee)". Bland övriga läten hörs ett vasst och ljust "tsit-tsit" och ett karakteristiskt nötskrikelikt hårt skränande "chreee".

## Utbredning och systematik
Kashmirnötväckan förekommer i bergstrakter från nordöstra Afghanistan (Nurestan och Kohistan söderut till Safed koh), norra Pakistan (i söder till nordligaste Baluchistan samt i västra Himalaya österut från Chitral) samt i Kashmir. En isolerad population finns också i nordvästra Nepal. Den behandlas som monotypisk, det vill säga att den inte delas in i några underarter.

### Släktskap
Arten har inte testats genetiskt, men i många avseenden är den ett mellanting mellan nötväckan och artkomplexet kastanjenötväcka/kanelnötväcka/burmanötväcka. Både fjäderdräkt och läten är dock distinkta och i norra Pakistan förekommer den inom fem km från kanelnötväcka utan att hybridisera. Istället tyder det nötskrikelika varningslätet samt detaljer i bobygget snarare på ett närmare släktskap med klippnötväcka och ravinnötväcka. Dessa är båda systergrupp till en grupp där nötväckan och andra arter ingår.

## Levnadssätt
Kashmirnötväckan återfinns i barrskog med inslag av lövträd eller flodnära lövskogar på 1800 till 2600 meters höjd. Födan består av insekter, spindlar och, särskilt vintertid, frön och nötter. Fågeln häckar mellan maj och juni i Afghanistan, från slutet av april till slutet av juni i Pakistan. Arten är stannfågel, med endast små rörelser i höjdled vintertid.

## Status och hot
Arten har ett stort utbredningsområde och en stor population, men tros minska i antal till följd av habitatförstörelse och fragmentering, dock inte tillräckligt kraftigt för att den ska betraktas som hotad. Internationella naturvårdsunionen IUCN kategoriserar därför arten som livskraftig (LC). Världspopulationen har inte uppskattats men den beskrivs som vanlig i östra Afghanistan, Pakistan och nordvästra Indien och ganska vanlig i Nepal.